# Lois Toulson
Lois Toulson (Huddersfield, 26 settembre 1999) è una tuffatrice britannica.

## Biografia
In carriera ha conquistato un bronzo olimpico, tre medaglie mondiali (due argenti ed un bronzo) e sette medaglie continentali (cinque d'oro e due d'argento).

## Palmarès
- Giochi olimpici

Parigi 2024: bronzo nel sincro 10m.
- Mondiali

Budapest 2017: argento nel sincro 10m misti.
Fukuoka 2023: argento nel sincro 10m.
Doha 2024: bronzo nel sincro 10m.
- Europei di nuoto/tuffi

Kiev 2017: oro nella piattaforma 10m e nel sincro 10m misti.
Glasgow 2018: oro nel sincro 10m e argento nel sincro 10m misti.
Budapest 2020: argento nel sincro 10m.
Roma 2022: oro nel sincro 10m e nel sincro 10m misti.
- Giochi del Commonwealth

Birmingham 2022: argento nella piattaforma 10m e nel sincro 10m misti.
- Giochi europei

Baku 2015: oro nella piattaforma 10m.